# Малоснітинська сільська рада
| Малоснітинська сільська рада — колишній орган місцевого самоврядування у Фастівському районі Київської області з адміністративним центром у с. Мала Снітинка. Водоймища на території, підпорядкованій даній раді: річка Унава. Сільській раді підпорядковані населені пункти: - с. Мала Снітинка - с. Велика Офірна - с. Мала Офірна |

## Склад ради
Рада складалася з 18 депутатів та голови.

### Керівний склад ради
| ПІБ                    | Основні відомості                                                                             | Дата обрання | Дата звільнення |
| ---------------------- | --------------------------------------------------------------------------------------------- | ------------ | --------------- |
| Литвин Віктор Петрович | Сільський голова, 1974 року народження, освіта, член Всеукраїнського об'єднання «Батьківщина» | 26.03.2006   | 31.10.2010      |
| Литвин Віктор Петрович | Сільський голова, 1974 року народження, освіта середня спеціальна, безпартійний               | 31.10.2010   |                 |

Примітка: таблиця складена за даними джерела